# Уайт, Хейден
Хейден Уайт (англ. Hayden White, 12 июля 1928, Мартин, округ Уикли, штат Теннесси — 5 марта 2018) — американский историк и литературный критик.

## Биография
В 1951 году окончил университет Уэйна в Детройте; в 1952 и 1956 годах защитил, соответственно, магистерскую и докторскую диссертацию в Мичиганском университете. Был профессором Стэнфордского университета и Калифорнийского университета в Санта-Крузе.
В 1973 году опубликовал свою наиболее известную книгу Metahistory: The Historical Imagination in Nineteenth-Century Europe (Метаистория: Историческое воображение в Европе XIX в.). В этой работе Уайт, используя методологический аппарат тропологии, рассмотрел особенности исторического повествования крупнейших историков XIX века и пришёл к выводу об использовании ими литературных приёмов для достижения целостности повествования путём заполнения недостающей информации и её интерпретации. Уайт обратил внимание на то, что законченное историческое исследование содержит не только набор исторических фактов, но и литературную форму; последняя, по Уайту, оказывает значительное влияние на конечный текст, на что ранее практически не обращалось внимания. Под влиянием структурализма Уайт также построил схему использования историками четырёх различных тропов — метафоры, метонимии, синекдохи и иронии — с соответствующими им идеологиями, типами сюжетов (emplotment), формами аргументации и эмоциональными императивами. 

Благодаря «Метаистории» Уайт считается одним из творцов «лингвистического поворота» в исторической науке. Отмечается, что выход в свет «Метаистории» можно считать началом нового направления в науке – так называемой «новой интеллектуальной истории». Оставшись практически не замеченной в момент своего выхода в свет в 1973 году, эта книга сегодня 
без сомнения, принадлежит к числу классических работ, часто цитируется, широко используется в учебных университетских курсах, занимает почетное место в разделе теории историографии рекомендательной библиографии Американской исторической ассоциации. В 1980-е гг. на размеченном ею пространстве возникли новые дисциплинарные поля: новой интеллектуальной и новой культурной истории, новой историографии. С другой стороны, эта позиция осталась во многом маргинальной для исторической профессии в целом. И это, как ни парадоксально, лишний раз указывает на точность описания конструкции дисциплины, данного Уайтом.
Публикация в 1987 году работы «Содержание формы» («The Content of the Form») стала одной из наиболее важных. В этой работе Уайт высказал идею о том, что, помимо научных и идеологических взглядов автора, не меньшее влияние на трактовку истории оказывают «язык, стиль изложения, использование риторических фигур». Детально проанализировав произведения известных историков XIX века –  Буркхардта,  Мишле, Ранке, Токвиля, Уайт показал серьёзное влияние формы изложения на содержание их трудов. Проводя определённую аналогию работы историка с творчеством писателя, Уайт уделяет особое внимание   риторической стороне историописания. Он считает, что историк, извлекая из необозримого числа исторических событий лишь те, которые, по его мнению, важны, выделяя их в последовательное «и завершенное в себе целое», действует подобно писателю, сочинившему сюжет и выстраивающему вокруг этого законченное произведение.

По мнению Уайта,  исторические нарративы – это 
не только модели событий и процессов прошлого, но также метафорические заявления, устанавливающие отношения сходства между этими событиями и процессами и – типами историй, которыми мы согласительно пользуемся, чтобы связать события нашего существования со значениями, закрепленными культурой... Исторический нарратив служит связующим звеном между событиями, которые в нем описаны, и общим планом – структурами, конвенционально используемыми в нашей культуре, для того, чтобы наделять смыслами незнакомые события и ситуации.

#### Переводы на русский язык
- Уайт Х. Метаистория: Историческое воображение в Европе XIX в. — Екатеринбург, 2002.
- Уайт Х. Практическое прошлое / пер. с англ. К. Митрошенкова, А. Арамяна. — М.: НЛО, 2024. — 192 с. — (Интеллектуальная история). — ISBN 978-5-4448-2220-3.